# Толокунь
Толоку́нь — село у Вишгородському районі Київської області. Розташоване за 66 км від Києва, поблизу Київського водосховища.
Перша згадка про Толокунь належить до 1577 р.
Біля селища виявлено залишки поселення доби бронзи (II тис. до н. е.).

## Географія
На південно-західній околиці села річка Сельниця впадає у річку Дніпро (Київське водосховище).

## Населення

### Мова
Розподіл населення за рідною мовою за даними перепису 2001 року:
| Мова       | Кількість | %     |
| ---------- | --------- | ----- |
| українська | 202       | 95.73 |
| російська  | 9         | 4.27  |
| Усього     | 211       | 100   |

## Мешканці
В селі народився Семенчук Іван Романович (1924—1998) — український літературознавець, письменник, літературний критик.